# Berthella sideralis
Berthella sideralis är en snäckart som först beskrevs av Sven Lovén 1847.
Berthella sideralis ingår i släktet Berthella och familjen Pleurobranchidae. Arten är reproducerande i Sverige. Inga underarter finns listade i Catalogue of Life.